# Münzrecht der Grafschaft Hanau
Das Münzrecht der Grafschaft Hanau ermöglichte es den Herren und Grafen von Hanau seit 1368 Münzen zu prägen.

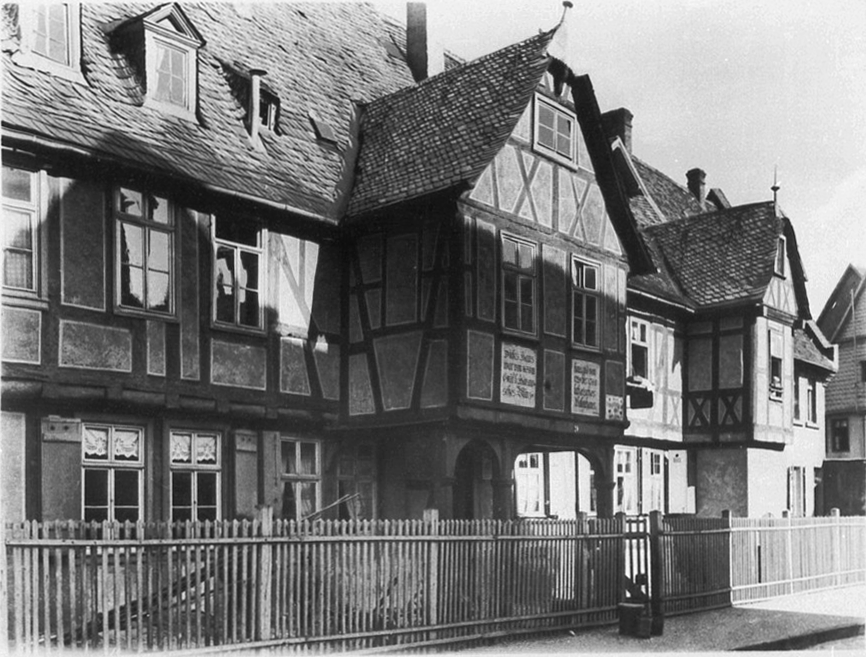
Ehemalige Münze (1658 bis 1681) in der Erbsengasse in Hanau, später: Lutherisches Waisenhaus

## Vorgeschichte
Die damaligen Herren – seit 1429: Grafen – von Hanau besaßen seit 1368 ein – allerdings auf Babenhausen beschränktes – Münzrecht durch ein von Kaiser Karl IV. verliehenes Privileg. Faktisch machten sie aber bis 1588 von diesem Recht keinen Gebrauch. Am 3. Mai 1587 legte Graf Philipp V. von Hanau-Lichtenberg das Privileg dem Münzaprobationstag in Worms vor, der feststellte, dass das darin vergebene Recht nach wie vor bestehe und Graf Philipp V. berechtigt sei, Münzen prägen zu lassen. Dass die Hanauer Grafen erst so spät begannen, eigene Münzen zu prägen, liegt sicher zum einen daran, dass ihre beiden Landesteile so relativ nah zu den starken Wirtschaftszentren Frankfurt am Main (Grafschaft Hanau-Münzenberg) und Straßburg (Grafschaft Hanau-Lichtenberg) lagen, also immer ausreichend Bargeld im Umlauf war. Zum anderen scheint sich Ende des 16. Jahrhunderts bei steigendem Geldbedarf der Landesherren und dem Aufkommen des Frühmerkantilismus die Erkenntnis verbreitet zu haben, dass Münzprägestätten attraktive Einnahmequellen sein konnten.

## Hanauer Münzprägestätten

### Grafschaft Hanau-Lichtenberg
Graf Philipp V. richtete seine erste Münzprägestätte 1587 in Wörth an der Sauer ein. Graf Johann Reinhard I. ergänzte diese erste Prägestätte 1608 um eine zweite in Babenhausen, die bis 1630 arbeitete, und 1620 durch eine dritte in Willstätt. Besonders letztere zeichnete sich als Heckenmünze aus, eine Prägestätte, die unterwertige Münzen in Umlauf brachte. Letztere ließ 1621/22 110 Zentner Silber in Münzen prägen und erwirtschaftete daraus einen „Schlagschatz“ von mehr als 70.000 Gulden. 1623 musste der Graf den Betrug einstellen. 1659 richtete Graf Friedrich Casimir wieder eine Münze in seinem Hanau-Lichtenberger Landesteil ein, die in Buchsweiler bis 1672 Münzen prägte, als der Betrieb nach Hanau verlegt wurde.

### Grafschaft Hanau-Münzenberg
In der Grafschaft Hanau-Münzenberg errichtete der – auch sonst, gerade auf wirtschaftlichem Gebiet, hoch aktive – Graf Philipp Ludwig II. 1603 eine erste Münzprägestätte aufgrund eines als Lehen von Kaiser Rudolf II. erhaltenen Rechts ein und begann Münzen zu prägen. 1626–1638 unterbrach der Dreißigjährige Krieg die Produktion. 1639 sollte diese wieder aufgenommen werden. Durch die in dieser Zeit aber schnell aufeinander folgenden Regentschaftswechsel in der Grafschaft Hanau-Münzenberg kam die Produktion erst 1647 wieder in Gang, wurde aber 1658 zugunsten der Münze in Buchsweiler aufgegeben, nachdem die Münzstände im Rhein-Main-Gebiet eine Prägepause für den Albus beschlossen hatten. Umgekehrt wurde 1672 der Betrieb komplett nach Hanau verlagert. Ab 1684 ließ die Produktion stark nach und es wurden nur noch vereinzelt Münzen geprägt.
Innerhalb von Hanau wechselte die Prägestätte mehrfach ihren Ort. Zunächst war sie im Bereich der späteren Alten Johanneskirche untergebracht. Weil sie dort dem Kirchenbau weichen musste, zog sie 1672–1681 in die sogenannte Neue Münze in der Erbsengasse. Dieses Gebäude wurde anschließend Lutherisches Waisenhaus. 1681–1722 befand sich die Münze auf dem heutigen Eckgrundstück Marktstraße/Freiheitsplatz, von wo sie in das neu errichtete Frankfurter Tor verlegt wurde.
Auch nachdem die Landgrafen von Hessen-Kassel die Grafschaft Hanau-Münzenberg 1736 geerbt hatten, setzten sie die Münzprägung fort. Erst in der Endphase des Heiligen Römischen Reiches wurde das 1802 aufgegeben.

### Münzmeister
- Melchior Kütter war um 1641 in Hanau tätig.[4]
- Johann Martin Ganser (1608–1687) war in Hanau ab 1646 angestellt mit einer ersten nachgewiesenen Prägung 1647. Mit der Verlegung der Prägestätte nach Buchsweiler wechselte er 1659 nach dort. Ab 1672 arbeitete er bis mindestens 1674 wieder in Hanau.[5]
- Johann Friedrich Lauer prägte ab 1661 in Buchsweiler.[6]

## Hanauer Münzen
Abgesehen von der Zeit des Dreißigjährigen Krieges sind die Hanauer Prägungen sehr hochwertig gewesen. Das hatte auch zur Folge, dass sie häufig andernorts wieder eingeschmolzen wurden, um minderwertiges Geld herzustellen. Dies ist einer der Gründe, warum nur relativ wenige Stücke erhalten geblieben sind.
Für die Prägestätte Hanau sind anfangs in erster Linie Kleinmünzen belegt: Dreibätzner, Dreikreuzer, Albus und Pfennige. Vereinzelt wurden aber auch damals schon hohe Nominale hergestellt: Taler und Dukaten. 
Ab 1672 wurden verstärkt hohe Nominale geprägt. Mit den Silberbergwerken im Amt Bieber, das ab 1684 komplett zur Grafschaft Hanau gehörte, stand eine verlässliche Quelle für die Prägung von Silbermünzen zur Verfügung.

## Übersicht über den Wert
Übersicht über den Wert der in Hanau gebräuchlichen Nominale in der Zeit um 1600:
| Rtl. | fl. | Batzen | ß  | alb  | xr | d   |
| ---- | --- | ------ | -- | ---- | -- | --- |
| 1    | 1½  | 22½    | 36 | 45   | 90 | 360 |
| -    | 1   | 15     | 24 | 30   | 60 | 240 |
| -    | -   | 1      | -  | 2    | 4  | 16  |
| -    | -   | -      | 1  | 11/4 | 2½ | 10  |
| -    | -   | -      | -  | 1    | 2  | 8   |
| -    | -   | -      | -  | -    | 1  | 4   |